# 田柄川 (東京都)
田柄川（たがらがわ）は、東京都練馬区および板橋区を流れる荒川水系の自然河川、一級河川である。石神井川の支流。1970年代～1980年代初頭までに水害対策などで暗渠化され、それに伴い多くの区間は「田柄川緑道（グリーンベルト）」として整備され桜の名所になったが、今も緑道下を下水道幹線として流れる。後に川を再生する試みもなされている。なお、このページでは人工河川、田柄用水についても記す。

## 流路
練馬区の土支田・光が丘公園辺りから雨水などを集めて東流し（源流は土支田の辺り《この節で後述》）、田柄、北町（田柄用水が合流）、錦、城北中央公園（練馬・板橋両区にまたがる）を経て、桜川1丁目1番地先で石神井川に注ぐ。暗渠化されたことで目視はできないが、今も緑道下を下水道幹線として流れ、「田柄川幹線水位状況」という標識が確認できる。練馬区までは田柄川（田柄川緑道）と称すが、板橋区に入ると石神井川との合流地点までの短い区間は桜川（桜川緑道）と呼ばれる。
- 流端[3]
  - 上流端左岸:東京都練馬区田柄町一丁目5418番地先（その後の研究によると土支田の辺りが源流）
  - 上流端右岸:同区同町一丁目5435番地先
  - 下流端:石神井川

- 源流
光が丘の秋の陽公園内に田柄川の源流として人工的に水源が復元されているが、実際の水源はさらに上流があったと考えられている。北沢邦彦は、明治2年（1869年）に作られた「土支田村の絵図」を根拠に、「天水を流した自然の水路が、土支田から光が丘一帯付近には何流もあり、これらが田柄川を形成する源となったようです」（「ねりまの川―その水系と人々の生活 第16回・田柄用水――水田利用の形」『ねりま区報』1987.8.21）と書いている。

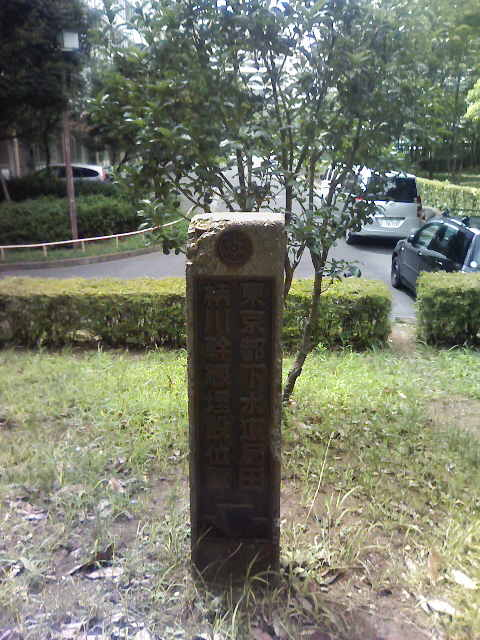
水源付近にある東京都下水道局田柄川幹線埋設位置の標（練馬区光が丘二丁目）
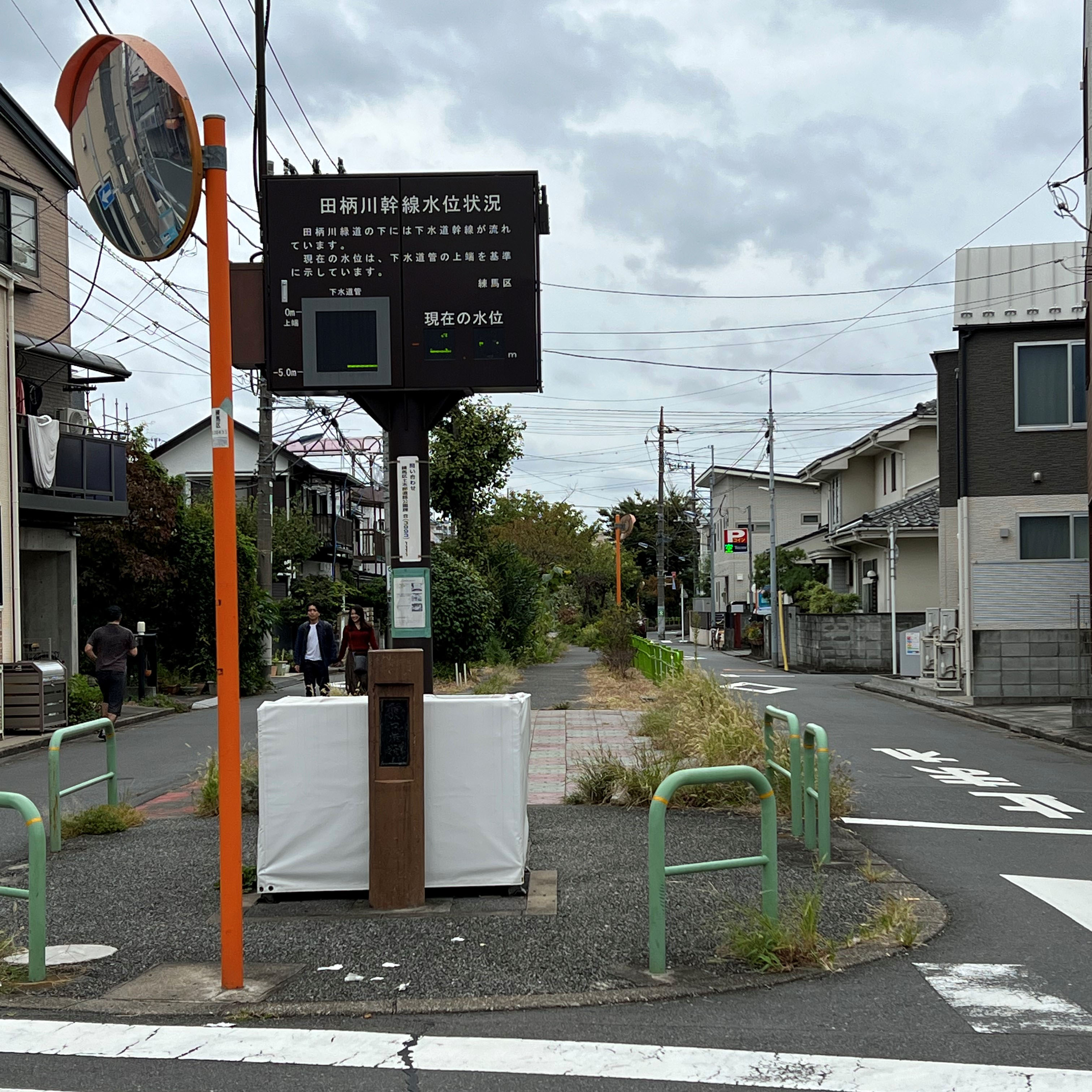
「田柄川幹線水位状況」の標識

## 歴史
田柄川水域はかつて水田が開けていて、農地対策事業の一環で畑地となり宅地化されていった。だがもともと湿地帯に家が建ち並ぶこととなり、降雨時の家屋浸水被害が頻出する原因となった。ことに川筋が大きく湾曲している自衛隊練馬駐屯地付近や錦1丁目付近は1958年（昭和33年）狩野川台風などで度々甚大な被害を受けた。そこで応急対策として1967年（昭和42年）度には大正橋（北町。1974年廃橋）から石神井川湿化味橋（氷川台）に至る区道下に管を埋設し田柄川から分水、石神井川へ放流することとなった（注記）。
一方、狭量だった田柄川の川幅も6mに拡張され、河床掘削も行われた。1971年（昭和46年）からは下水道としての田柄川幹線工事が開始されることとなり、ここに田柄川も地中にその姿を没してゆくことになる。
田柄川流域が湿地帯だったのは、現在も石神井川にかかる「湿気味橋」（氷川台3目1番付近）にその名残りがある。「湿化味＝しっけみ』とは、下練馬村の小名で、石神井川沿いの低湿地を指す地名だった。因みに田柄川と石神井川が合流したこの辺りでは、旧石器時代から人々が暮らしていたことが分かる遺構や遺物が出土し、近くの「都立城北中央公園」では奈良時代の竪穴建物を復元した「栗原遺跡」がある。

### 沿革（改修）
- 1871年（明治4年） - 田柄用水（田無用水から分水）が開削された[1]。
- 1964年（昭和39年） - 護岸工事を実施[1]。
- 1965年（昭和40年）4月1日 - 一級水系荒川水系および、同水系の一級河川に指定される[3]。
- 1967年（昭和42年） - 大正橋（練馬区北町5か8丁目。1974年廃橋）- 湿化味橋（氷川台。石神井川の橋）間の地下に鉄管を埋め、排水路として水量調整をする。一方、『練馬区史　現勢編』では「昭和42年、北町二丁目（旧2丁目？）富士見橋から分水して暗渠で石神井川の湿化味橋の所へ落とす工事完成」とある[5]。
- 1971年（昭和46年）9月 - 下水道幹線とする目的で、暗渠化が始まる[7]。

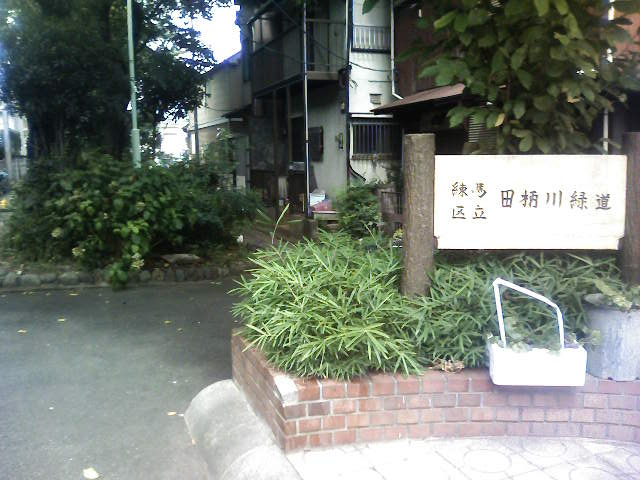
練馬区立田柄川緑道

- 1973年（昭和48年） - 北町2丁目の河川跡で、最初の緑道工事が始まる。3丁目、5丁目、8丁目などで順次工事が進捗。
- 1978年（昭和53年）6月21日 - 田柄川跡地の緑道工事完成[8]。完成前まで北町小学校の裏は川で、正門並びの現在のグリーンベルトの入り口に金網があり、その先は錦方面に向かって川の流れが見えた（グリーンベルトは正門前の通りを挟んで反対側＝北町2丁目までしか完成していなかった）。
- 1981年（昭和56年） - 上記『練馬区の年表』では「昭和53年、田柄川跡地の緑道工事完成」と書かれているが、『練馬区史　現勢編』では川越街道を渡った錦エリアでは昭和55年、56年に緑道工事を終えたとなっている[4][9][10]。 菅原健二『川の地図辞典』にある「1981年、水路が姿を消す」と年が一致する。
- 1981年（昭和56年） - 水路が姿を消す[1]。
- 1981年（昭和56年）4月3日 - 一級水系、一級河川の指定を廃止される[11]。

## 田柄用水
地図：田柄用水流路

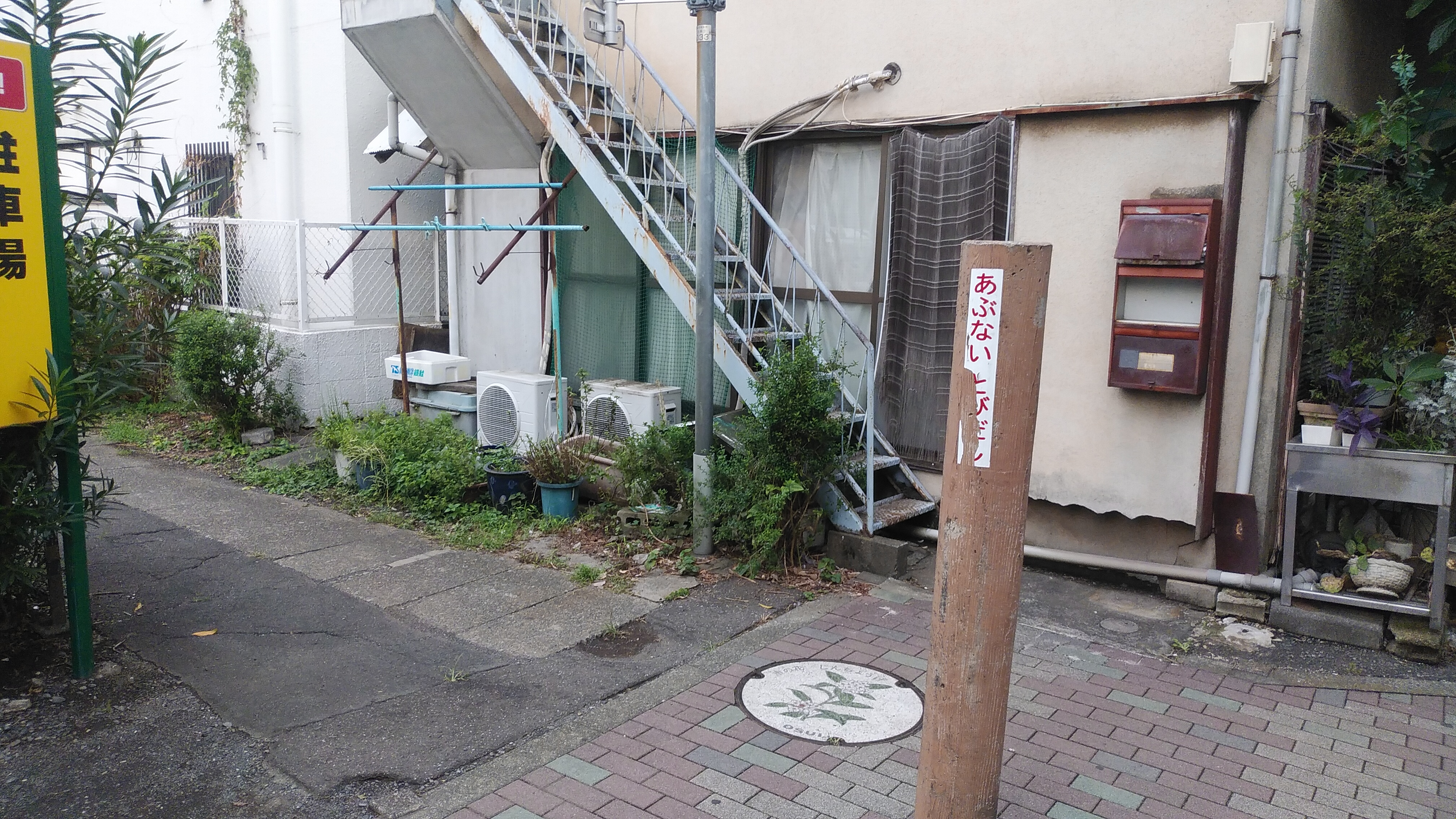
田柄川用水分流点跡

田柄川は元々、現在の土支田辺りを源流とし、それ以東を流れる自然河川だが、それとは別に明治期に田無用水を分水して田柄用水が開削された。同用水は各所で田柄川とも繋がっていた。流路は、現在の田無駅北口付近（西東京市田無町3丁目10番）から分水される。

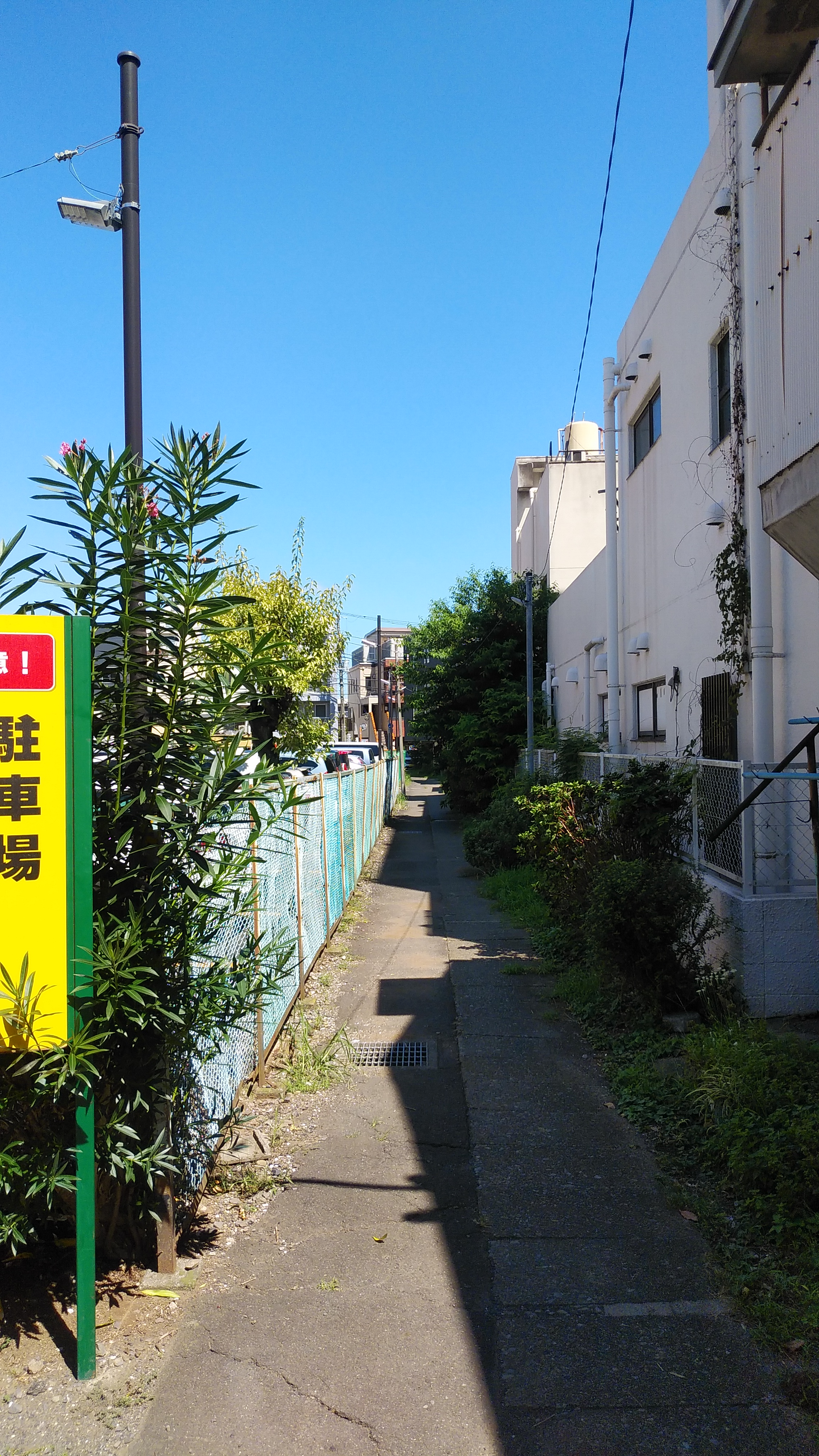
田柄川用水分流点跡

分水された田柄用水は北原町付近を北東に流路を形成しながら東へ向かう。

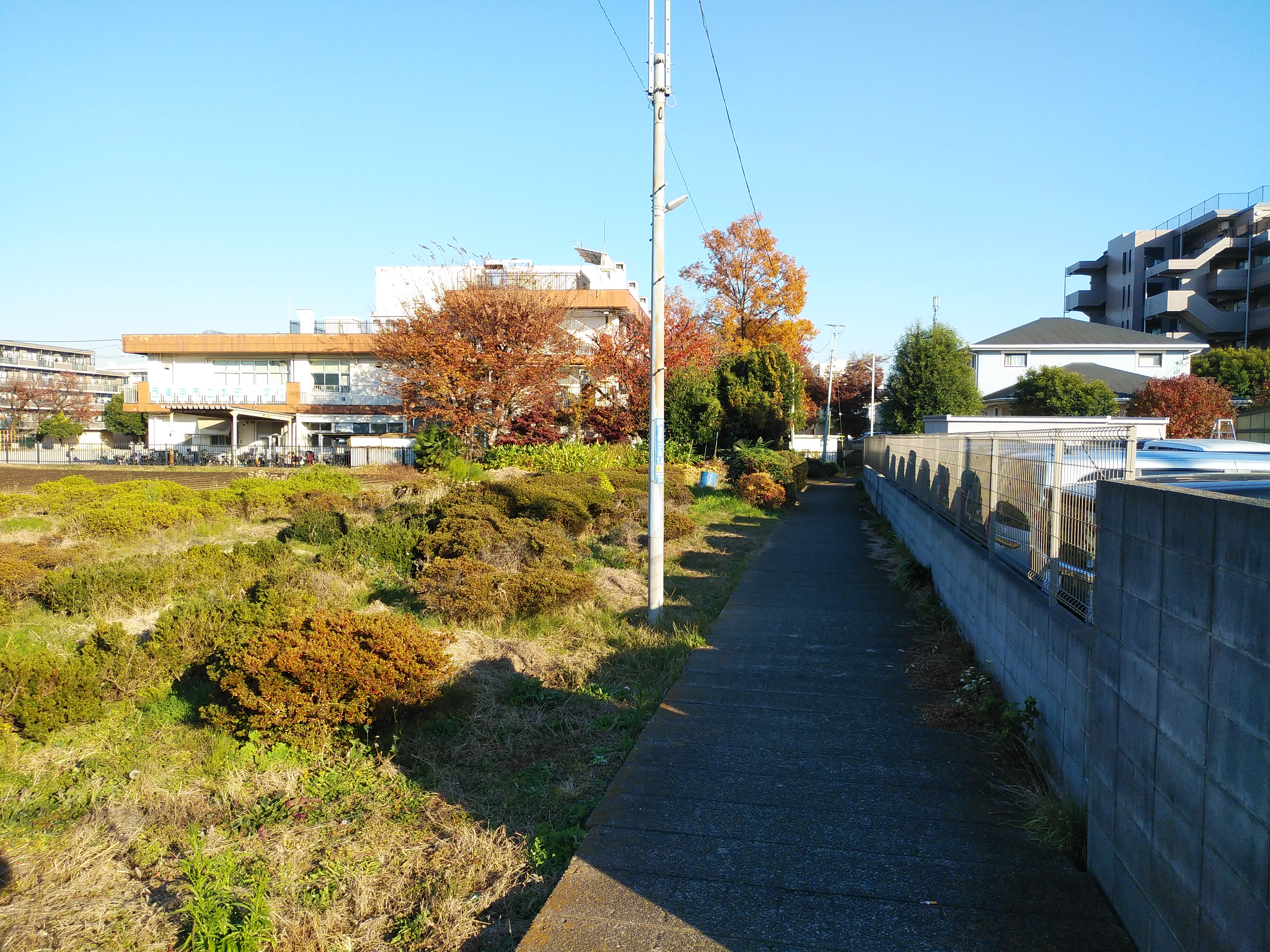
本町小学校付近暗渠跡

保谷町では本町小学校南側路地として暗渠跡が存在している。

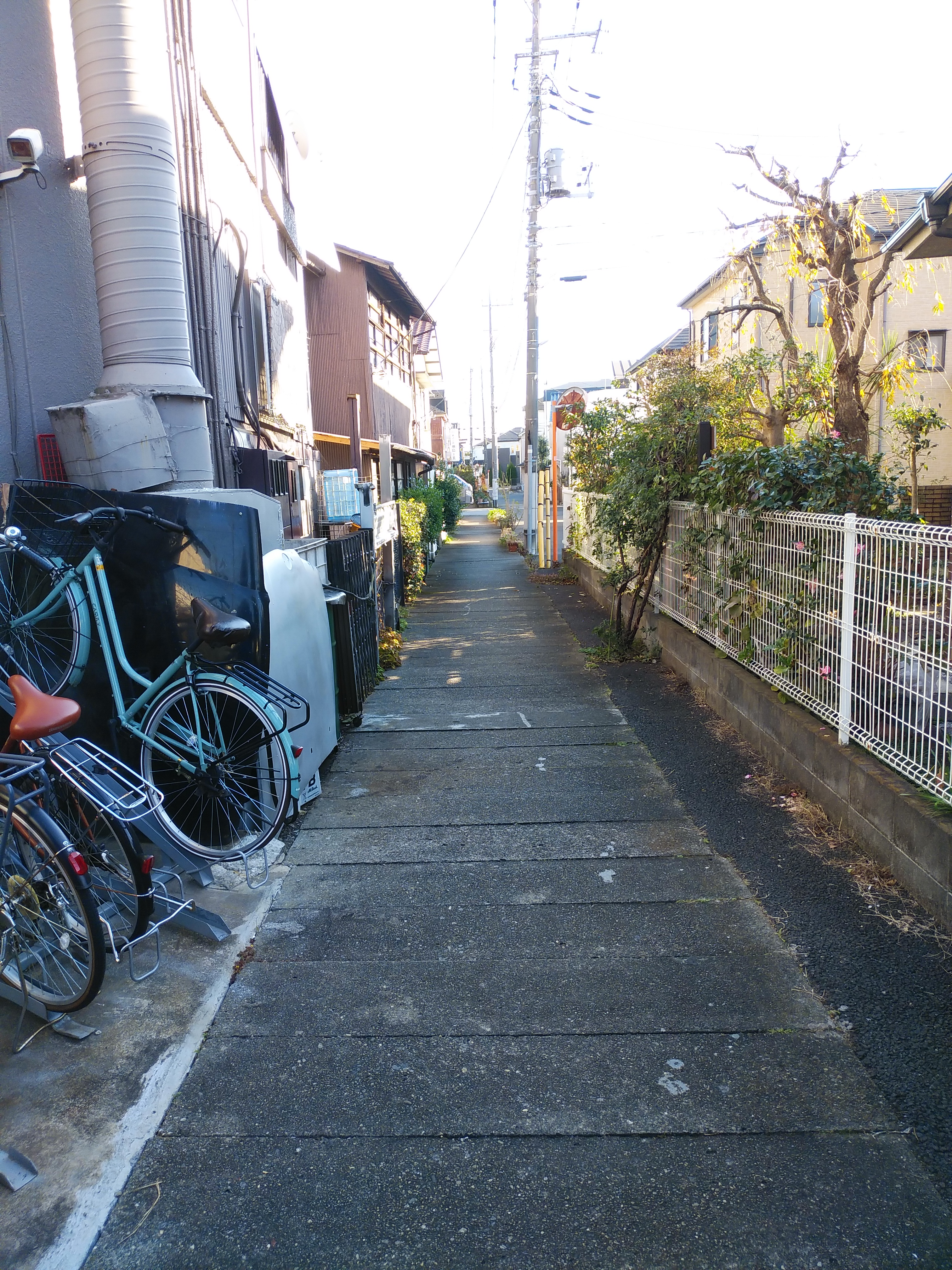
田柄川用水　富士町新青梅街道付近

富士町付近では既存の道路と流路が重ならない為、住宅地路地として暗渠路地が残置する。
西東京市富士町交差点から富士街道にずっと沿い、石神井公園駅付近で北上する。
関越練馬ICを経て土支田で東に蛇行、光が丘へと流れた。光が丘以東は田柄川（田柄川緑道）の少し北側を並行して北町を流れ、旧北町1丁目と旧仲町1丁目の境（現在の錦1丁目26と平和台1丁目4の交差点）辺りで田柄川に合流した。田柄用水と田柄川を南北に繋ぐ水路敷も多くあり、現北町3丁目で田柄川支流を含めて3本ほど、現北町1丁目で同支流を含めて5本ほどあっ
地名の由来～田が枯れる～

田柄地域は武蔵野台地にあるため水利に恵まれず、農耕地に適さないというので、「田が枯れる」から「田柄」になったという説もあるが、実際のところは不明。土支田の源流域も雨がない時は枯れていたという。そこで流域の住民らが分水を懇願して田柄用水が引かれた。
その後同用水は、北町地区では戦前の昭和初期に暗渠や埋め立てにより廃止され、田柄地区でも戦時中から戦後まもなく廃止、上流の田無寄りは1965年（昭和40年）頃から富士街道沿いの用水路が廃止された（昭和30年代《1955~1964年》には全てで通水が止まっていた）。往時の姿を偲ぶことができるのは「けやき憩いの森」（富士街道沿い、石神井台8丁目）に残る約47mの用水跡のみである。

## 経済
農業用水、水車原動力、石神井川下流域にあった火薬や製紙工場の工業用水として利用され、戦後は周辺の宅地化により排水路の役割を担った。

## 痕跡と文化
田柄川（緑道）や田柄用水跡に沿った各所には、川が流れていたことを示す痕跡や水にまつわる神社などを確認できる。その一つ愛宕神社 (練馬区)には火防（ひぶせ）の神が祭られていて、金魚市が今も毎年7月24日に開かれている。金魚市は家に金魚を持ち帰って火事を防ぐ意味があったという。田柄天祖神社には水神宮と書かれた田柄用水記念碑がある。

## 再生（川として、桜の名所として）
田柄川に蓋がされ緑道になってからは「桜の名所」として親しまれてきた。だがその後、川を再生する試みが始まっている。練馬区は「水辺ふれあい計画」として「田柄川・田柄用水の歴史を活かした環境の再生」を掲げ、「沿線の歴史文化財と結びながら、できる限り親水緑道として整備する」としている。延長約4kmの田柄川緑道についても「適切な区間に分け、それぞれの区間ごとに特色ある親水緑道として再整備を行う」などとしている。
光が丘の「秋の陽公園」では上流部を確認でき（源流は土支田の辺り）、田柄川をイメージした人工の水路や水田が整備されている。